# Arthur Hughes (Erzbischof)
Arthur Hughes, MAfr (* 25. August 1902 in London, Großbritannien; † 12. Juli 1949) war ein britischer römisch-katholischer Erzbischof und vatikanischer Diplomat.

## Leben
Arthur Hughes trat der Ordensgemeinschaft der Weißen Väter bei und empfing am 28. Juni 1927 das Sakrament der Priesterweihe.
Am 3. März 1945 ernannte ihn Papst Pius XII. zum Titularbischof von Hieropolis. Der Apostolische Vikar vom Nildelta, Jules Girard SMA, spendete ihm am 20. Mai desselben Jahres die Bischofsweihe; Mitkonsekratoren waren der Apostolische Vikar von Port Said, Ange Hiral OFM, und der Bischof der Eparchie Luxor, Markos II. Khouzam.
Am 23. August 1947 wurde Arthur Hughes von Pius XII. zum Titularerzbischof von Aprus ernannt und zum Apostolischen Internuntius in Ägypten bestellt.